# دژامبا
دژامبا (به لاتین: Dzhamba) یک منطقهٔ مسکونی در روسیه است که در استان آستراخان واقع شده‌است.